# Guardamiglio
Guardamiglio (lombardul: Guardamèi) település Olaszországban, Lombardia régióban, Lodi megyében. Lakosainak száma 2595 fő (2023. január 1.). Guardamiglio Fombio, Somaglia, Calendasco és San Rocco al Porto községekkel határos.

## Népesség
A település lakossága az elmúlt években az alábbi módon változott:
| Lakosok száma | 2681 | 2664 | 2595 |
|               | 2017 | 2018 | 2023 |